# King William Range
King William Range är en bergskedja i Australien. Den ligger i delstaten Tasmanien, i den sydöstra delen av landet, omkring 120 kilometer nordväst om delstatshuvudstaden Hobart.
I omgivningarna runt King William Range växer i huvudsak städsegrön lövskog. Trakten runt King William Range är nära nog obefolkad, med mindre än två invånare per kvadratkilometer. Genomsnittlig årsnederbörd är 1 478 millimeter. Den regnigaste månaden är september, med i genomsnitt 188 mm nederbörd, och den torraste är februari, med 55 mm nederbörd.